# Bartłomiej Dudzic
Bartłomiej Dudzic, né le 18 août 1988 à Oświęcim, est un footballeur polonais. Il évolue au poste d'ailier droit.

## Biographie
Bartłomiej Dudzic inscrit huit buts en deuxième division polonaise lors de la saison 2012-2013, ce qui constitue sa meilleure performance.

## Palmarès
- Champion de Pologne de D2 en 2017 avec le Sandecja Nowy Sacz